# 保羅行傳
保羅行傳（英語：Acts of Paul），被歸類為使徒傳記（Apocryphal Acts），古老的新約聖經偽典（或稱旁經）之一。約作於160年前後，作者不詳，它並沒有參考其他行傳的內容，而是將使徒保羅在小亞細亞傳道時，在教會中的口傳故事記錄下來。教父特土良是最早提到這本書的作家，他認為這本書是異端，因為它鼓勵婦女傳道及施洗。教父希坡律陀則支持它成為正典。但最終，它仍然被基督教會認為是異端書籍，因為摩尼教開始使用這本書，這導致了它的失傳。
在近代發現的埃及科普特語版本中，保留了保羅行傳的內容。